# Nuthepark
Der Nuthepark ist ein naturnaher Landschaftspark in Potsdam. Der Park erstreckt sich entlang des Ostufers der Havel südlich und nördlich der Mündung der Nuthe, beginnend im Süden am Hauptbahnhof Potsdam bis zum Park Babelsberg. Er wurde zwischen 1998 und 2001 im Zuge der Vorbereitungen auf die Bundesgartenschau 2001 auf einem brach liegenden Gelände neu geschaffen.  Zur Verbindung der zwei Teile wird die Nuthe kurz vor der Mündung von einer Fußgänger- und Radfahrerbrücke überspannt. Die 2020 neu angelegten Grünflächen der Investitionsbank des Landes Brandenburg sollen künftig mit den Flächen des Nutheparks verschmelzen.

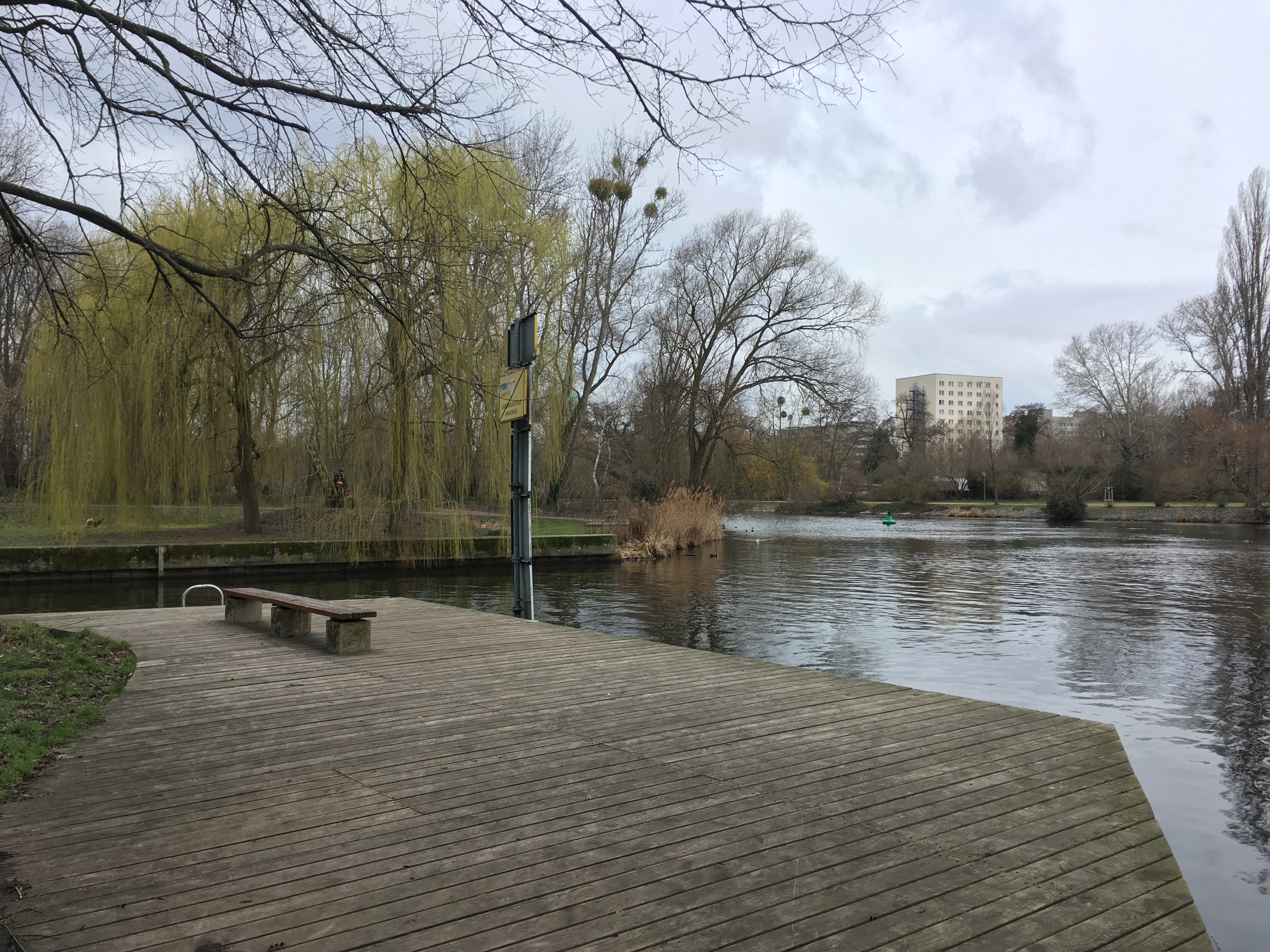
Badestelle nördlich der Nuthemündung
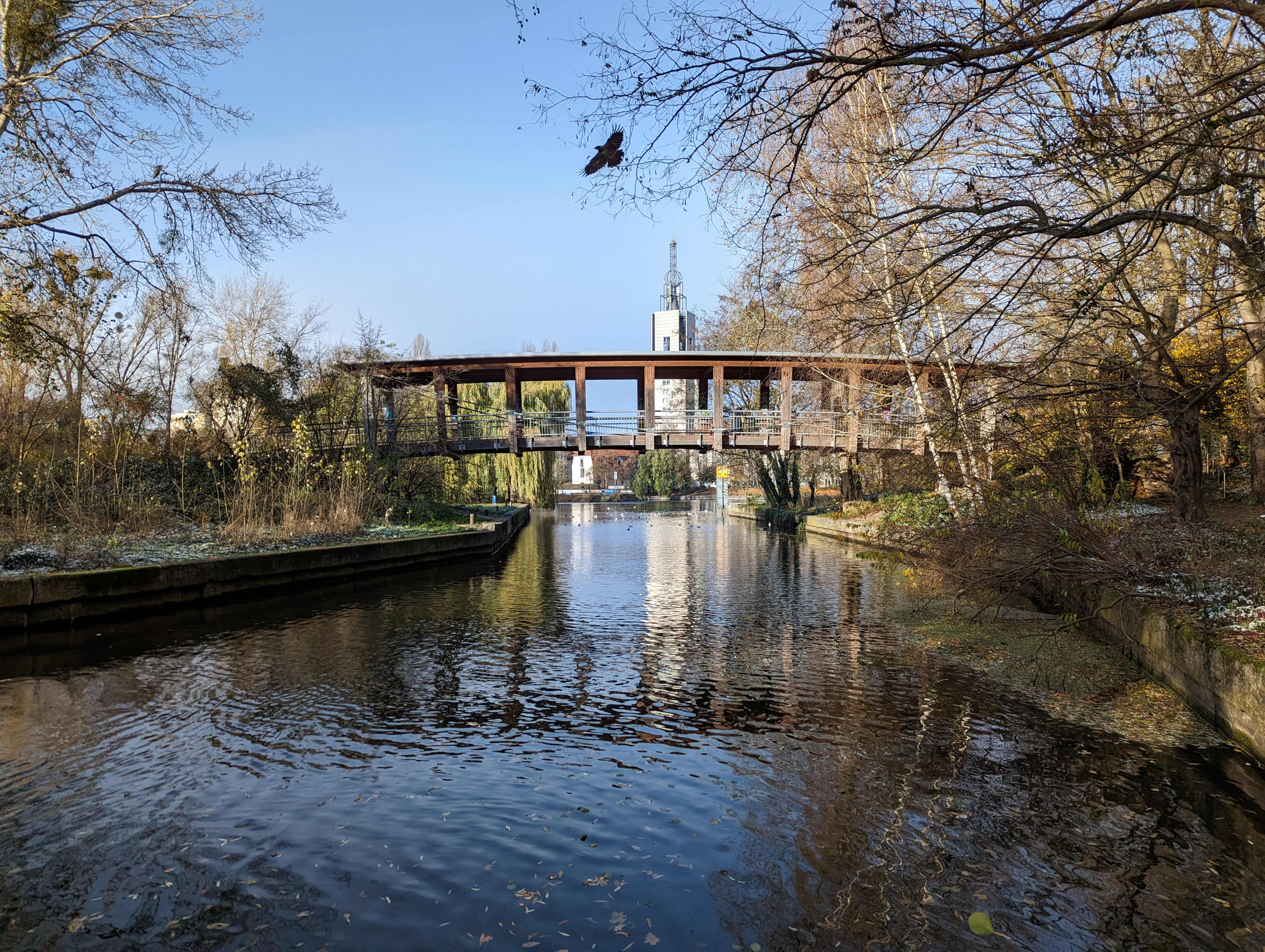
Blick auf die Fußgängerbrücke mit Blick in Richtung Havel
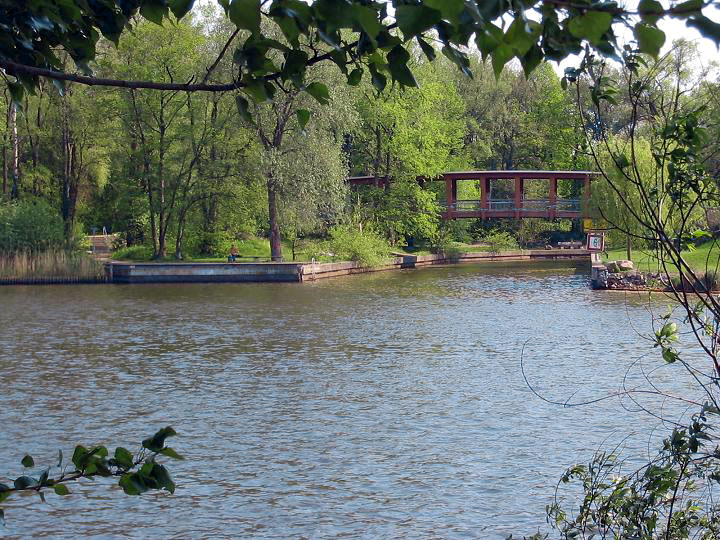
Blick nach Osten auf die Brücke von der gegenüber gelegenen Freundschaftsinsel